# Zenon Prętczyński
Zenon Prętczyński (ur. 4 stycznia 1926 w Kamieniu) – polski architekt i urbanista związany z Wrocławiem, przedstawiciel realizmu socjalistycznego i modernizmu.

## Życiorys
Był synem stolarza Ignacego Prętczyńskiego i jego żony Marianny, mieszkających w Kamieniu koło Kalisza. W 1938 rozpoczął naukę w Państwowym Gimnazjum i Liceum im. Adama Asnyka w Kaliszu, którą musiał przerwać ze względu na wybuch II wojny światowej (1939–1945). Po zakończeniu wojny naukę kontynuował w Państwowym Gimnazjum i Liceum dla Dorosłych im. Tadeusza Kościuszki w Kaliszu, w którym w 1947 złożył egzamin dojrzałości, pracując jednocześnie jako główny projektant w fabryce "Haft Kaliski" Lucjana Sawickiego. W latach 1947–1951 studiował architekturę na Wydziale Architektury Politechniki Wrocławskiej.
Po ukończeniu studiów pracował w latach 1952–1954 w Centralnym Biurze Projektów Budownictwa Wiejskiego, w jego oddziale wojewódzkim we Wrocławiu. Następnie w latach 1954–1965 pracował w zespole architektów Biura Projektowo-Badawczego Budownictwa Ogólnego „Miastoprojekt” we Wrocławiu, gdzie specjalizował się w budownictwie szkolnym. W latach 1965–1971 pełnił funkcję zastępcy kierownika wydziału architektury Wojewódzkiej Rady Narodowej we Wrocławiu. W latach 1971–1979 ponownie pracował w „Miastoprojekcie”.
Jest autorem licznych projektów szkół, domów mieszkalnych i budynków użyteczności publicznej na terenie Wrocławia oraz Dolnego Śląska i innych województw. Z powodzeniem brał udział w konkursach architektonicznych, w tym także za granicą; m.in. wziął udział w konkursie na opracowanie planu architektoniczno-urbanistycznego zabytkowego Śródmieścia w Kaliszu. Za swoje osiągnięcia nagradzany był odznaczeniami: w 1960 odznaką „Budowniczy Wrocławia”, w 1970 „Zasłużony dla Budownictwa Dolnego Śląska”, w 1980 „Architekt z Prawem Twórcy”, w 1987 Krzyżem Kawalerskim Orderu Odrodzenia Polski, w 1996 Złotą Odznaką Towarzystwa Miłośników Wrocławia.
Jest także autorem wspomnień i biografii architektów związanych z Wrocławiem. Wydał Wspomnienia o profesorach Wydziału Architektury Politechniki Wrocławskiej (z lat studiów 1947–1952) (2005), Pamięci architektów wrocławskich 1945–2005 (2010) i Opowieść kaliska (2019).

## Dorobek twórczy

### Projekty
- 1954-1956 – projekt urbanistyczny odbudowy ze zniszczeń wojennych wrocławskiego Starego Miasta i Ostrowa Tumskiego (w zespole kierowanym przez Tadeusza Kozaczewskiego)
- 1964 – koncepcja zagospodarowania placu Feliksa Dzierżyńskiego we Wrocławiu (obecnie plac Dominikański) jako współautor
- 1968 – Chopinowska Sala Koncertowa na 400 miejsc w Dusznikach-Zdroju (wraz z Wiktorem Jackiewiczem)
- 1984 – szkoła podstawowa 16-izbowa z przedszkolem w Kamieniu koło Kalisza (wraz z Agnieszką Prętczyńską-Czaplińską i Maciej Czaplińskim)
- 1986 – Wojewódzkie Centrum Sportowe ze szkołą w Jeleniej Górze

### Realizacje
- 1955 – Dom towarowy przy ul. 1 Maja w Opolu
- 1957 – Kościuszkowska Dzielnica Mieszkaniowa we Wrocławiu (w zespole kierowanym przez Romana Tunikowskiego)
- 1957 – Szkoła Podstawowa nr 84 im. Obrońców Pokoju przy ul. Górnickiego we Wrocławiu
- 1966 – Technikum Mechaniczne przy ul. Wojska Polskiego w Oleśnicy
- 1967 – Technikum Mechaniczne z warsztatami i internatem przy ul. gen. W. Sikorskiego w Świdnicy
- 1977 – budynek mieszkalno-usługowy z garażami podziemnymi przy ul. Kopernika w Jeleniej Górze
- 1978 – osiedle mieszkaniowe przy ul. gen. Grota-Roweckiego w Strzelinie
- 1980 – kościół pw. św. Wawrzyńca przy ul. Bujwida we Wrocławiu
- 1985 – dom parafialny im. Jana Pawła II przy ul. Wolności w Bielawie (wraz z Agnieszką Prętczyńską-Czaplińską i Maciej Czaplińskim)
- 1987 – dom parafialny przy ul. Sudeckiej we Wrocławiu
- 1995 – budynek Urzędu Wojewódzkiego przy ul. Muzealnej w Jeleniej Górze

W latach 1958-1970 osiem szkół podstawowych we Wrocławiu i na Dolnym Śląsku. Domy jednorodzinne przy ul. Grota-Rroweckiego 1, Ametystowej 5 i Karmelkowej 16a we Wrocławiu.

### Wyróżnienia i nagrody w konkursach
- 1955 – zespół zabudowań Wyższej Szkoły Wychowania Fizycznego we Wrocławiu (współautor) I nagroda
- 1962 – centrum Opola (wraz z Romanem Tunikowskim) I nagroda
- 1964 – plac Społeczny we Wrocławiu (wraz z Wiktorem Jackiewiczem i Romanem Tunikowskim) III nagroda i wyróżnienie I stopnia
- 1968 – amfiteatr w Lądku-Zdroju (wraz z Wiktorem Jackiewiczem) I nagroda realizacyjna
- 1975 – plac Wyzwolenia w Bečeju w Jugosławii (wraz z Wiktorem Jackiewiczem i Krystyną Pławską-Jackiewicz) I nagroda realizacyjna
- 1977 – zagospodarowanie przestrzenne Zgorzelca i Görlitz (wraz z Kazimierzem Oziewiczem) wyróżnienie specjalne
- 1977 – Wojewódzkie Centrum Usługowo-Dyspozycyjne miasta Wałbrzycha I nagroda realizacyjna
- 1985 – Pomnik Powrotu Ziem Odzyskanych do Macierzy we Wrocławiu (wraz z Wiktorem Jackiewiczem i Krystyną Pławską-Jackiewicz) wyróżnienie I stopnia

## Galeria

### Szkoła Tysiąclecianr 84 im. Obrońców Pokoju

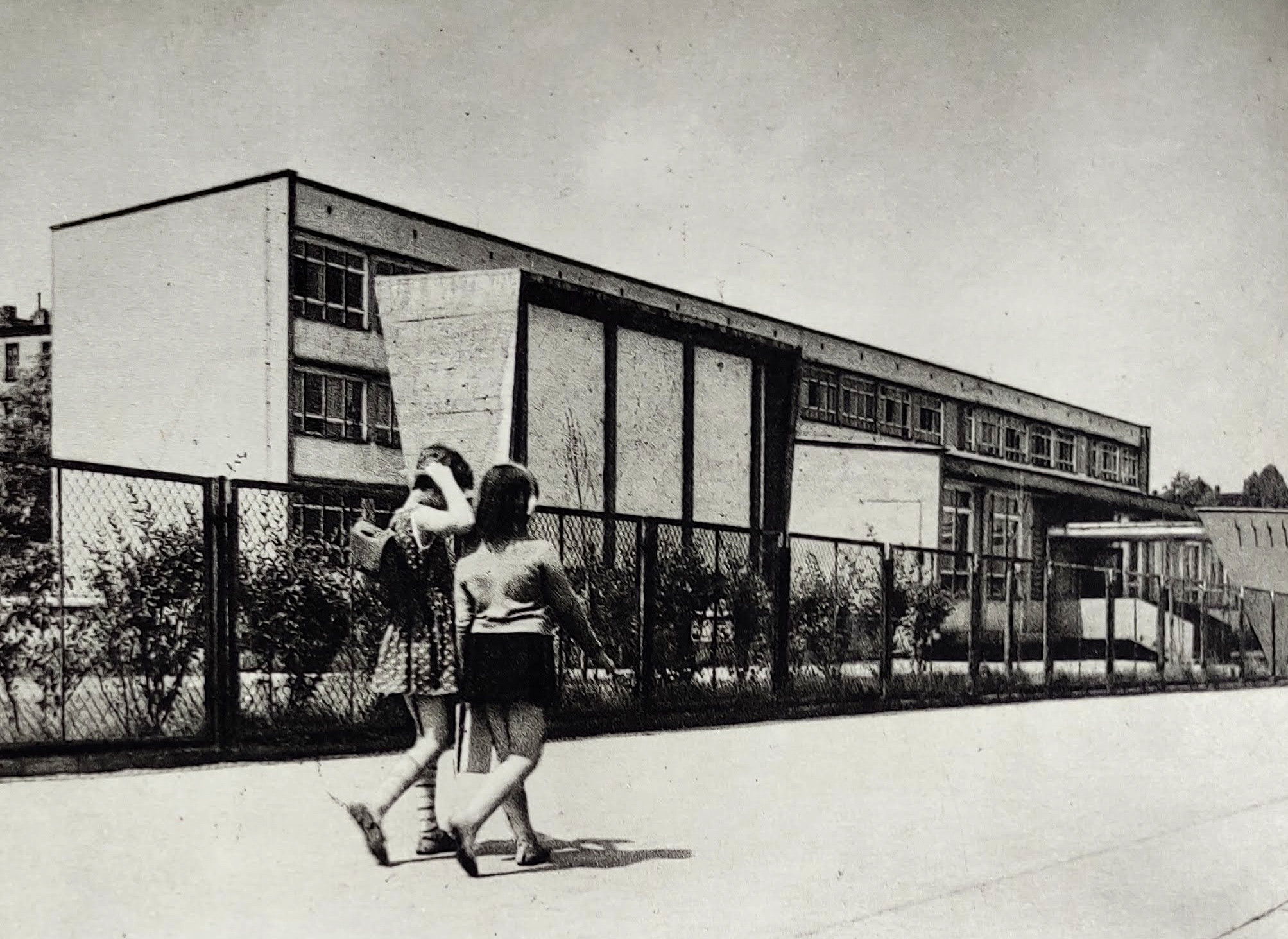
Fasada
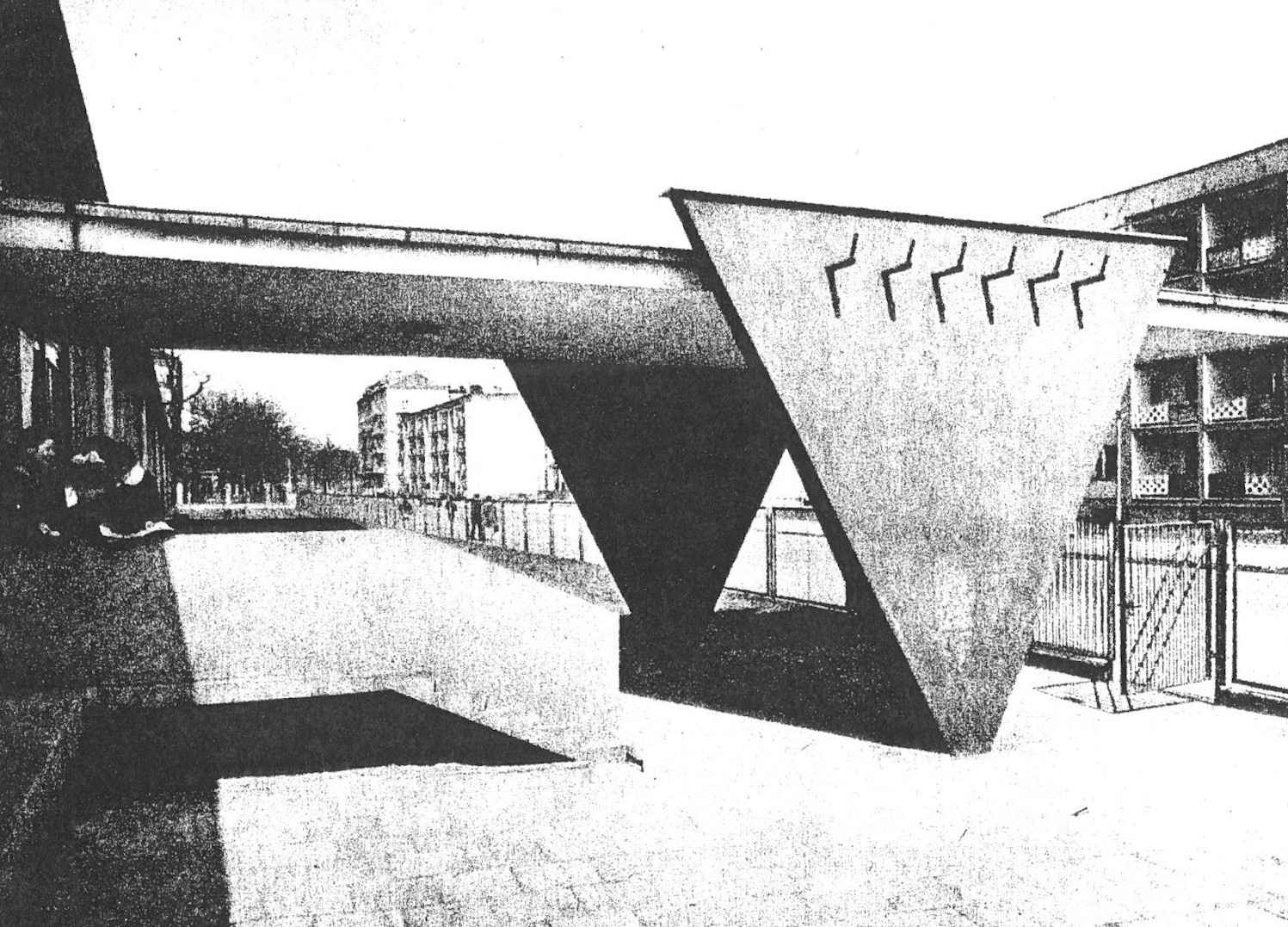
Główne wejście
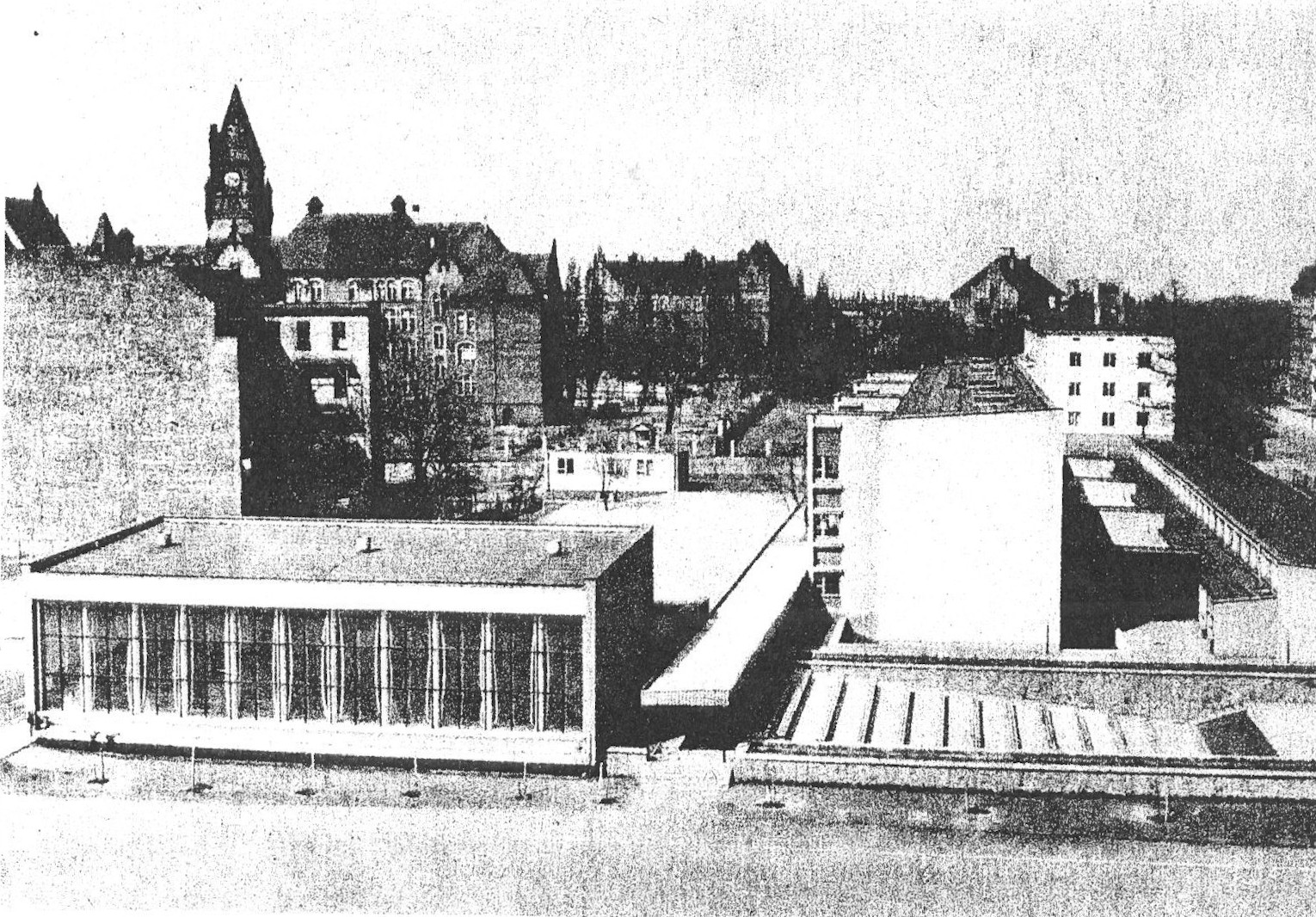
Sala gimnastyczna
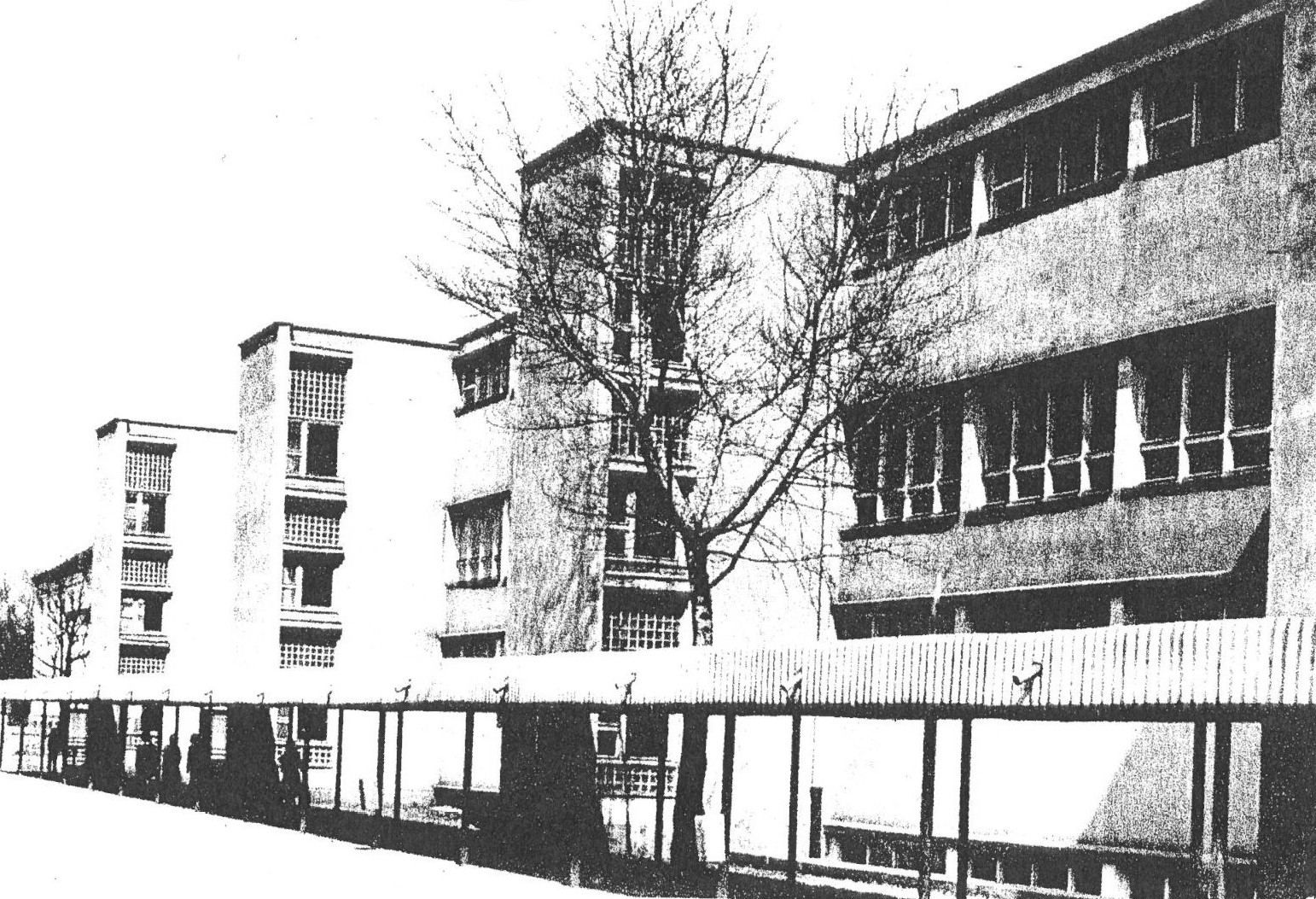
Elewacja
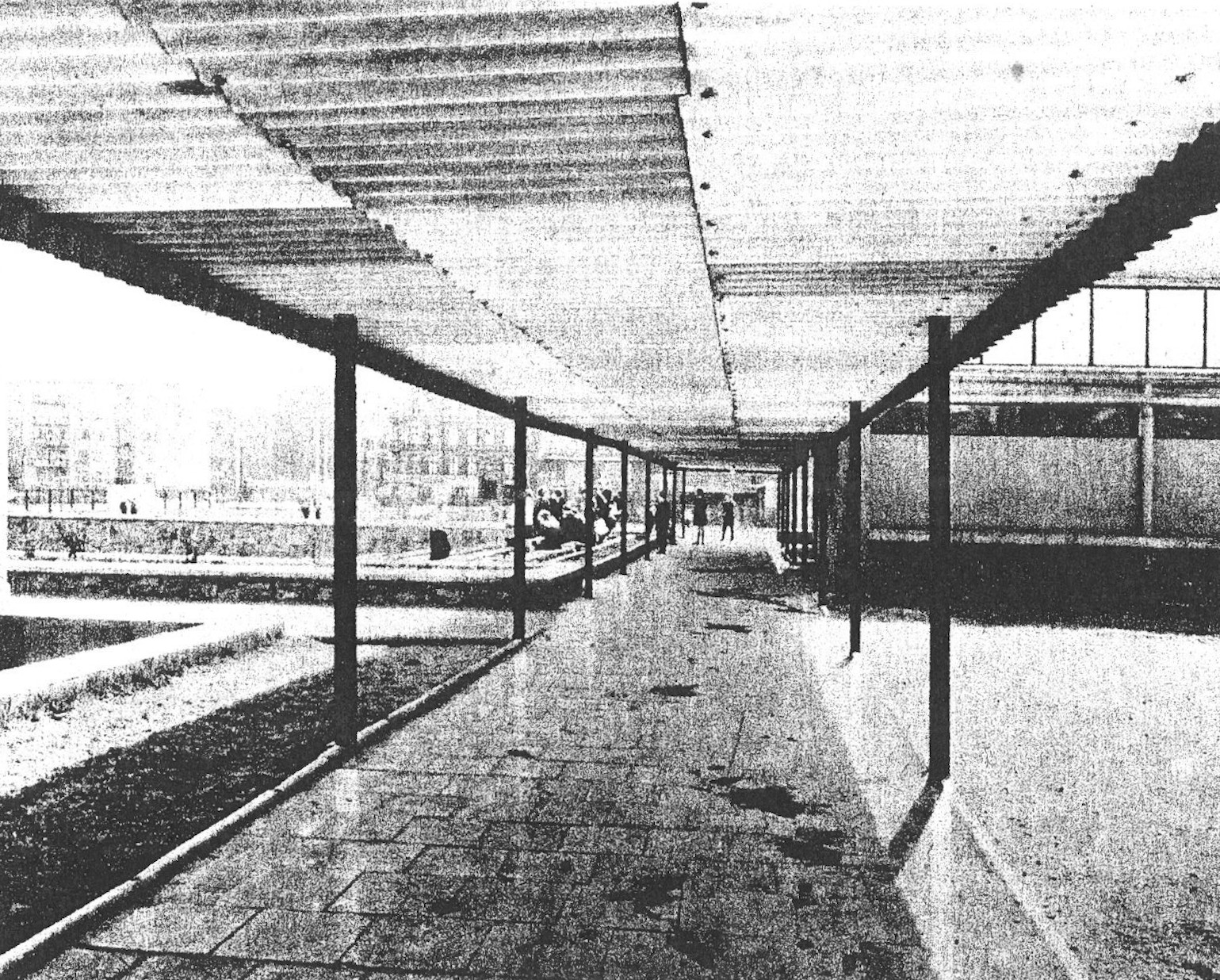
Wnętrze korytarza

### Inne

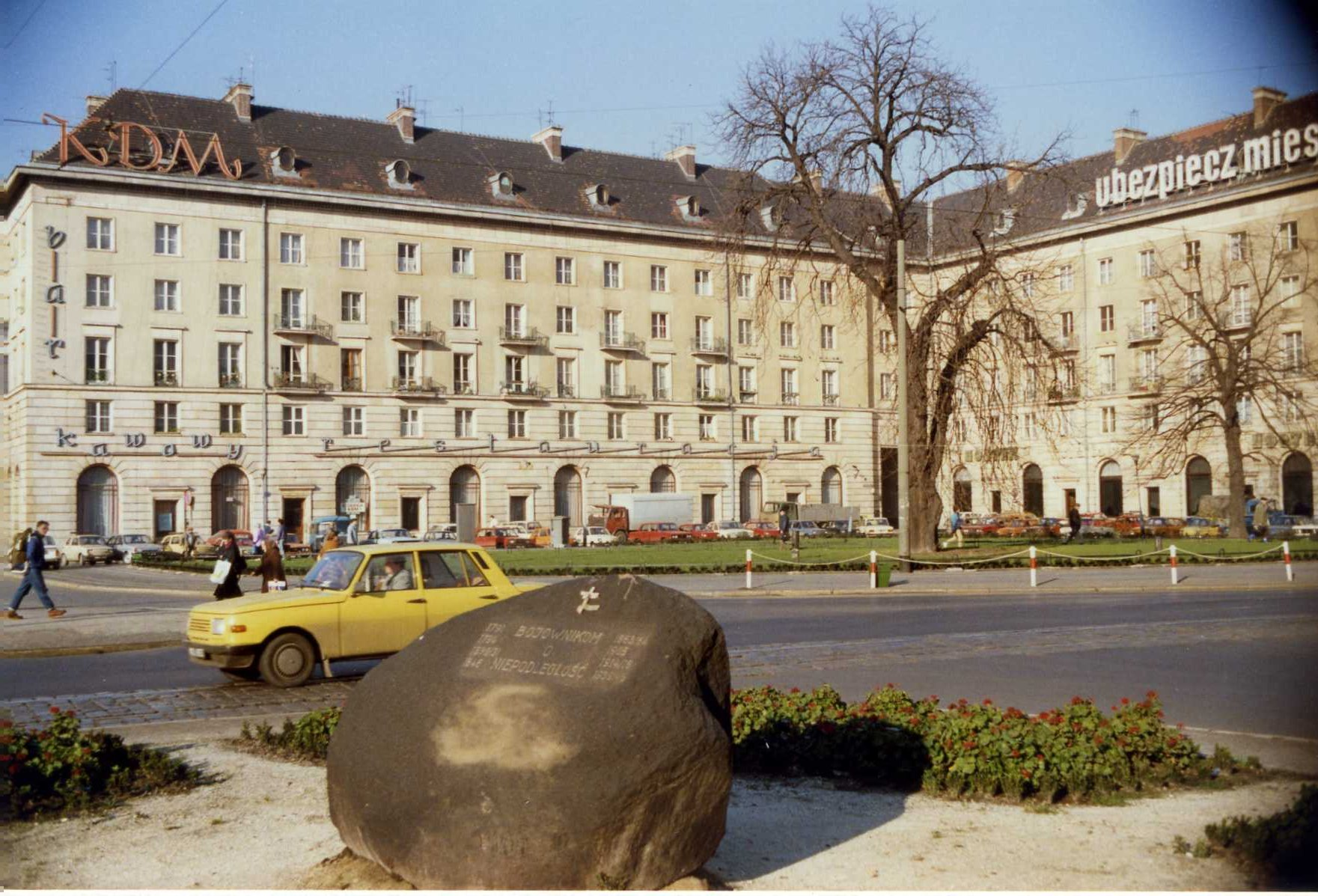
Kościuszkowska Dzielnica Mieszkaniowa fragment
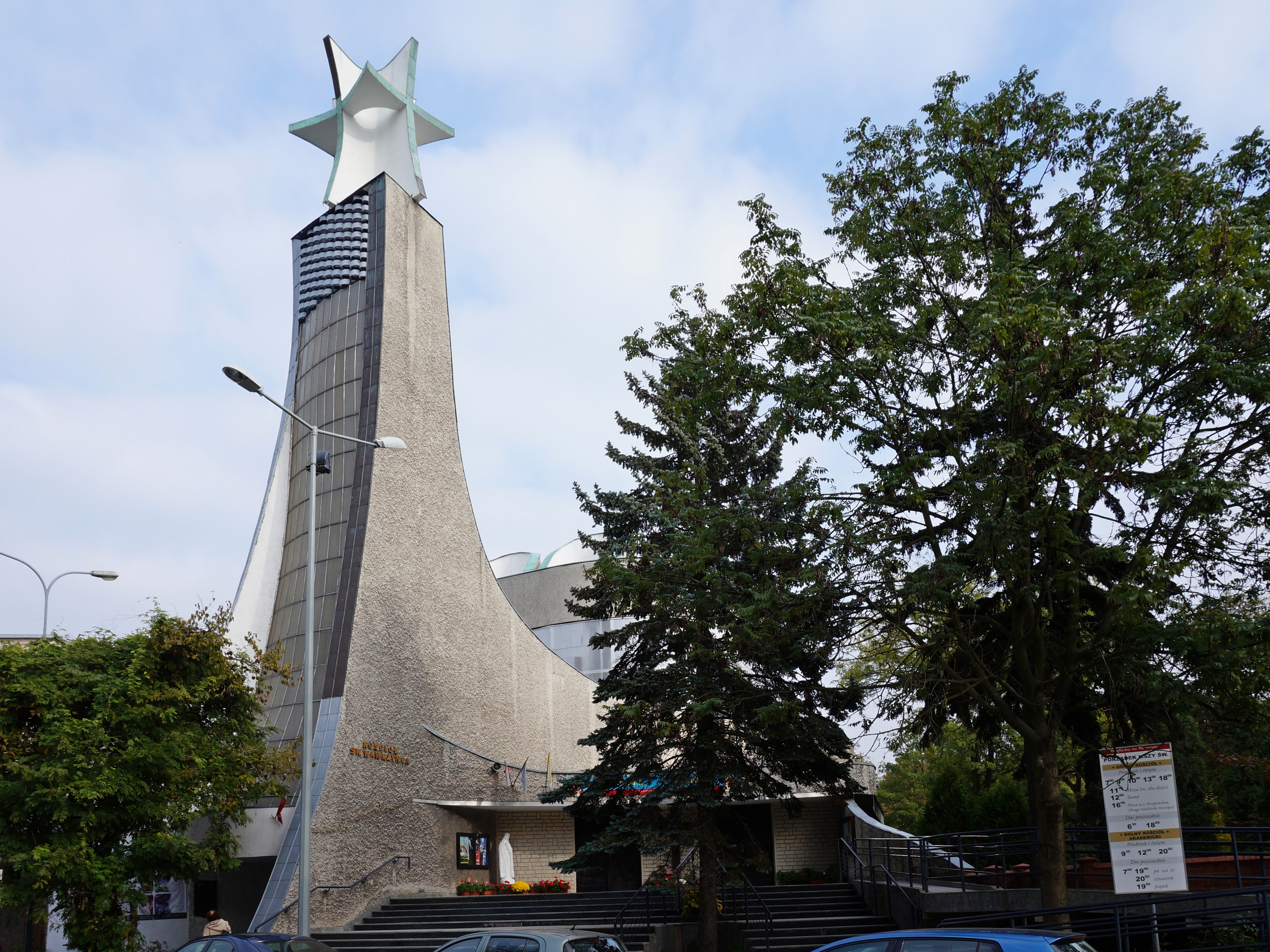
kościół pw. św. Wawrzyńca we Wrocławiu